# Lasiodora acanthognatha
Lasiodora acanthognatha là một loài nhện trong họ Theraphosidae.
Loài này thuộc chi Lasiodora. Lasiodora acanthognatha được Cândido Firmino de Mello-Leitão miêu tả năm 1921.